# Diplodo
Diplodo ist eine Zeichentrickserie über sprechende Dinosaurier aus einer anderen Dimension, die von ihren Planeten Diplodorianrex auf die Erde gekommen sind, um beide Planeten von den Bösewichten Santos den Zaudarians zu retten. Die Serie wurde von 1987 bis 1988 in Frankreich produziert und in Deutschland erstmals von 1988 bis 1990 samstags im Vormittagsprogramm für Kinder auf RTL ausgestrahlt. Letztmals wurde die Serie auf Fox Kids im Jahre 2003 gezeigt. Es basiert auf der japanischen Spielzeugreihe Pocket Zaurus von Bandai.

## Handlung
Die friedlichen Diplodos leben auf ihren Heimatplaneten Diplodorianrex, dem Gegenstück unserer Erde in einem Paralleluniversum. Seit vielen Jahren sitzt ein böser Zauberer, der einst das Universum beherrschte, auf Diplodorianrex gefangen. Durch Telepathie kann dieser Zauberer dem Anführer Santos und seinen Gefolgsleuten den Zaudarians Befehle geben, die ihn helfen sollen aus seinem Gefängnis zu entkommen. Da Diplodorianrex durch einen starken Schutzschild vor Feinden geschützt ist, versucht Santos unsere Erde unter seine Gewalt zu bringen, was sich auch auf Diplodorianrex auswirken und so den bösen Zauberer befreien würde.
Da die Diplodos von diesem Plan erfahren, wird ein tapferes Team aus 5 Diplodos zur Erde mit einem Raumschiff in Form eines Dinosauriers gesendet, um Santos und die Zaudarian daran zu hindern, die Macht über die Erde zu erlangen. Auf der Erde angekommen, lernen die Diplodos die beiden Schulkinder Peter und Jane kennen, die den Diplodos bei ihren Kampf unterstützen.

## Figuren
Alle Diplodos haben ein sehr rundliches einfarbiges Äußeres und ein schwarzes maskenähnliches Gesicht.
- Bubbles

Bubbles ist pink. Er ist der Anführer des Teams und Pilot des Raumschiffs. Mit seinem Mund kann er große stabile Blasen erzeugen, um damit Gegenstände einzuschließen oder Feinde außer Gefecht zu setzen.
- Stapler

Stapler ist ein kleinerer blauer Diplodo, der mit seinen langen Zähnen Dinge wie ein Tacker zusammenheften kann.
- Stickum

Stickum ist der Kopilot des Raumschiffs, der in seinem Mund Klebeband erzeugen kann, um z. B. Gegner zu Fall zu bringen oder Löcher zu schließen. Er ist orange und durch seinen ewigen Hunger, ist er auch das Dickste Mitglied in der Truppe.
- Scissors

Scissors ist ein gelber Flugsaurier, der seinen Schnabel wie eine Schere benutzen kann, um z. B. Dinge zu zerschneiden oder die Gruppe zu befreien. Er ist der Denker in der Gruppe und weiß immer einen Rat zur rechten Zeit.
- Puncher

Puncher ist der kleinste Diplodo im Team und hat eine lila Farbe. Mit seinen Zähnen kann er wie ein Locher viele Materialien lochen.
- Peter und Jane

Peter und Jane sind zwei Schulkinder, die sich mit den Diplodorians bei ihrer ersten Ankunft auf der Erde angefreundet haben und diese bei dem Kampf zu unterstützen. Peter ist ein ängstlicher und vorsichtiger Junge, ganz im Gegensatz zu Jane, die keine Angst hat und Abenteuer mag.
- Santos

Der böse Anführer der Zaudarian. Möchte den gefangenen Zauberer auf Diplodorianrex durch die Eroberung der Erde befreien. Er trägt immer einen Kampfanzug aus Metall und einen roten Umhang darüber, der vorne an der Brust an einem gelben runden Scheibe befestigt, der mit einem großen "Z" beschriftet ist.
- Zaudarian

Die Kämpfer und Gehilfen von Santos. Haben eine grüne Hautfarbe und sind nicht besonders mit Intelligenz gesegnet.

## Veröffentlichung
Die Serie wurde vom französischen Sender France 3 ab dem 14. März 1988 ausgestrahlt. Die deutsche Erstausstrahlung folgte von 1988 bis 1990 durch RTL Plus. Später folgten Wiederholungen bei RTL II, TV.NRW und Fox Kids. Die Serie wurde außerdem unter anderem ins Polnische und Japanische übersetzt.